# Jaklovce
Jaklovce este o comună slovacă, aflată în districtul Gelnica din regiunea Košice, pe malul râului Hnilec. Localitatea se află la altitudinea de 325 m deasupra n.m., se întinde pe o suprafață de 17,25 km2 și în 2017 număra 1.878 de locuitori.

## Istoric
Localitatea Jaklovce este atestată documentar din 1328.

## Demografie
| An:                | 1994 | 2004   | 2014   | 2024   |
| ------------------ | ---- | ------ | ------ | ------ |
| Număr de persoane: | 1957 | 1972   | 1905   | 1802   |
| Diferență:         |      | +0,76% | −3,39% | −5,40% |

| An:                | 2023 | 2024   |
| ------------------ | ---- | ------ |
| Număr de persoane: | 1812 | 1802   |
| Diferență:         |      | −0,55% |